# Ragyogó fénylőcsiga
A ragyogó fénylőcsiga vagy ragyogó csiga (Cochlicopa lubrica) Európában és Észak-Amerikában honos, a tüdőscsigákhoz tartozó szárazföldi csigafaj.

## Megjelenése

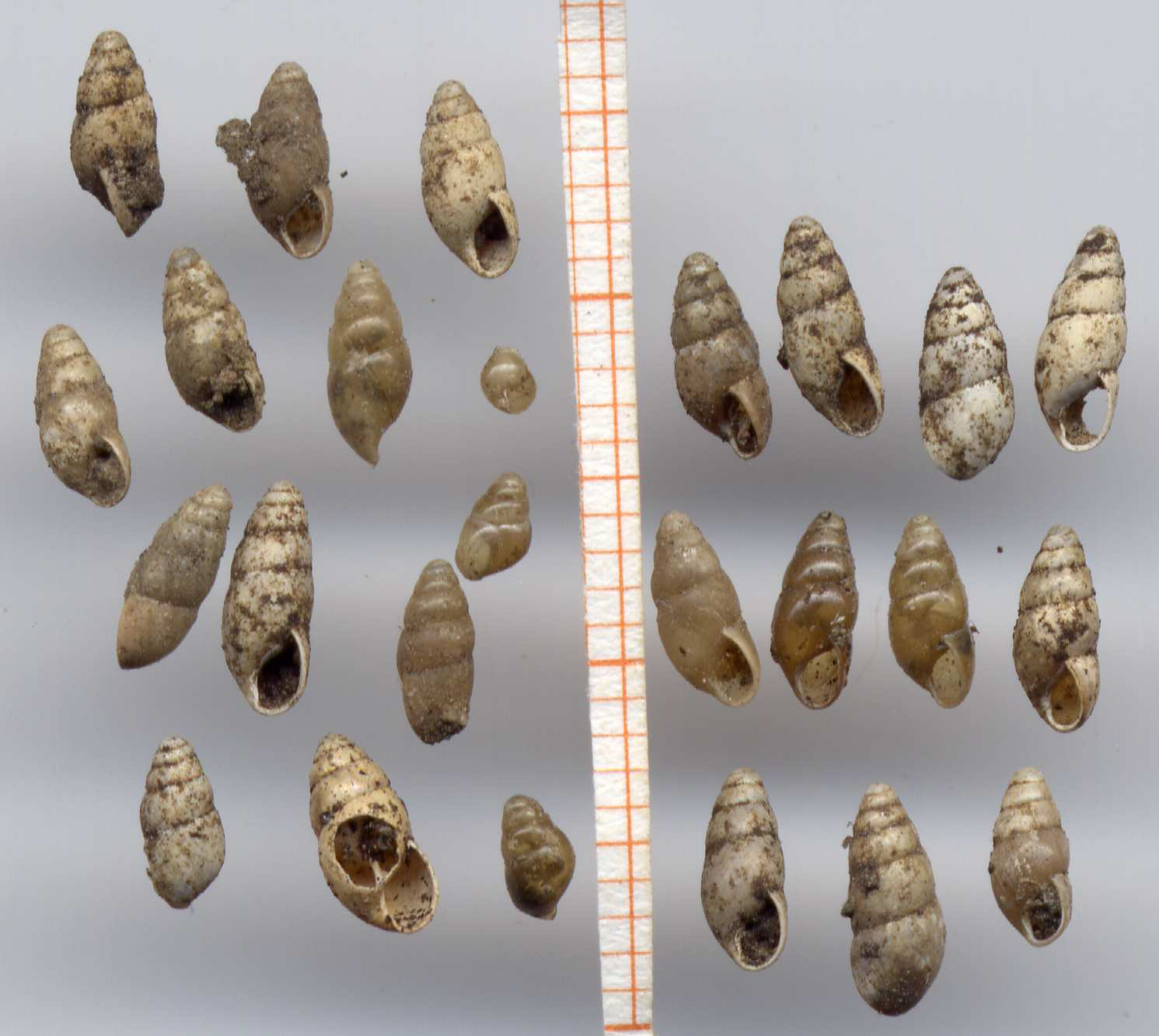

A csigaház 5–7 mm magas, 2,5–3 mm széles, 5-6 domború kanyarulatból áll. Alakja karcsú, kúpos, a csúcsa lekerekített, gabonaszemre emlékeztet. Színe szarusárga vagy vörösesbarna, kissé áttetsző; a héj felülete fénylően sima. A szájadék pereme belül duzzadt, fogak nem találhatóak. Az állat sötétszürke-feketés, csápjai sötétek. A csigaházat nehéz elkülöníteni a rokon fajoktól, a kis fénylőcsigától (Cochlicopa lubricella) és az egyenesszájú fénylőcsigától (C. repentina).

## Elterjedése és életmódja
Eredetileg Európa és Észak-Amerika lakója, valamint Izlandon, Madeirán és az Azori-szigeteken is él. Elterjedési területén belül gyakori csigafaj. A déli félteke mérsékelt-mediterrán éghajlatú vidékeire (Dél-Afrikába, Új-Zélandra, Ausztráliába) is behurcolták.
Nedvességkedvelő faj, üde réteken, bokros területeken, erdőkben gyakori. Szárazabb területeken sokszor kövek, kidőlt fatörzsek alá húzódik.  Főleg korhadó növényi részekkel és alsóbbrendű gombákkal táplálkozik, de néha zöld növényeket is megrág. Svájcban 2600 m, Bulgáriában 1300 m magasságig található meg. Szaporodási ideje a hőmérséklettől függ, Franciaországban április-májusban rakja le mintegy húsz petéjét a levelek alá a nedves talajra. A petékből a csigák mintegy 2-3 hét múlva kelnek ki és másfél hónap múlva házuk már három kanyarulatból áll. Élettartamuk meghaladja a három évet.
Magyarországon nem védett.